# ディープ・パープル・イン・ロック
ディープ・パープル・イン・ロック (Deep Purple in Rock) は、イングランドのロックバンド、ディープ・パープルが1970年に発表したアルバム。

## 解説

### 経緯
第1期ディープ・パープルが1968年5月に発表したデビュー・シングル『ハッシュ (Hush)』はアメリカの『ビルボード』誌でシングル・チャートの4位を記録するヒットになり、デビュー・アルバム『ハッシュ』が最高位24位を記録した。続くシングル『ケンタッキー・ウーマン』は38位、『詩人タリエシンの世界』も40位まで上昇した。一方、本国イギリスではアルバムもシングルも全くヒットせず、彼等は無名に近い存在だった。
1969年1月、レッド・ツェッペリンが同名デビュー・アルバムを発表し、イギリスとアメリカで大きな成功を収めて着々とその地位を築きつつあった。「レッド・ツェッペリンの成功で方向性が見えてきた。強力なリフとビートによるハードロックだ」…リッチー・ブラックモア（ギター）が後にインタビューで語ったように、彼の意見でギターを中心としたハードロック色の強いアルバムの構想が出来上がっていった。
イアン・ギラン（ボーカル）とロジャー・グローヴァー（ベース）を迎えた第2期ディープ・パープルは、1969年7月10日にロンドンのスピークイージー・クラブで初のステージに立ち、同月25日に第一弾シングル「ハレルヤ」を発表した。彼等は国内でライヴ活動を行ないながら、ブラックモアを中心に新曲を書き、8月末に始まったヨーロッパ・ツアーから「ニール・アンド・プレイ」「チャイルド・イン・タイム」を披露し始めた。ツアーの合間の9月24日にはロイヤル・アルバート・ホールでロイヤル・フィルハーモニー管弦楽団と共演したので、彼等をハードロック・バンドとして認知している者はまだ少なかったが、彼等はツアーに戻ってハードロックを演奏し続けた。
本作のレコーディングは、1969年10月から翌1970年4月の半年に渡って、EMIレコーディング・スタジオ及びデ・レイン・リー・スタジオ、IBCスタジオで行われた。エンジニアにマーティン・バーチ、アンディ・ナイト、フィリップ・マクドナルドを迎えて、プロデュースはメンバーが行った。機材はイアン・ハンスフォード、ミック・アンガスが担当した。録音は8チャンネル・マルチトラックレコーダーが使用された。

### 作品の特徴
イアン・ペイス（ドラムス）は後にインタビューで次のように語っている。
『イン・ロック』は思いのほかハードに仕上がった。アルバムコンセプトには反ドラッグや高度な音楽的主張も織り込まれている。

今までの内向的な姿勢から初めて外向的にシフトしたアルバムだった。あの時、このアルバムを出していなければ我々は失敗に終わっていただろう。周りを驚かせるような強力な要素が必要だった。
全曲がハードな出来栄えで、本作の大きな特色となっている。彼等がライブ演奏で培った即興演奏の技術が強力なリフを中心としたハードな曲調を支え、粗削りではあるが強いインパクトを聴き手に与えることに成功している。
ギランは「チャイルド・イン・タイム」はイッツ・ア・ビューティフル・デイ（1969年）のデビュー・アルバムの収録曲「ボンベイ・コーリング」を基礎に作られたと述べた。

### ジャケット

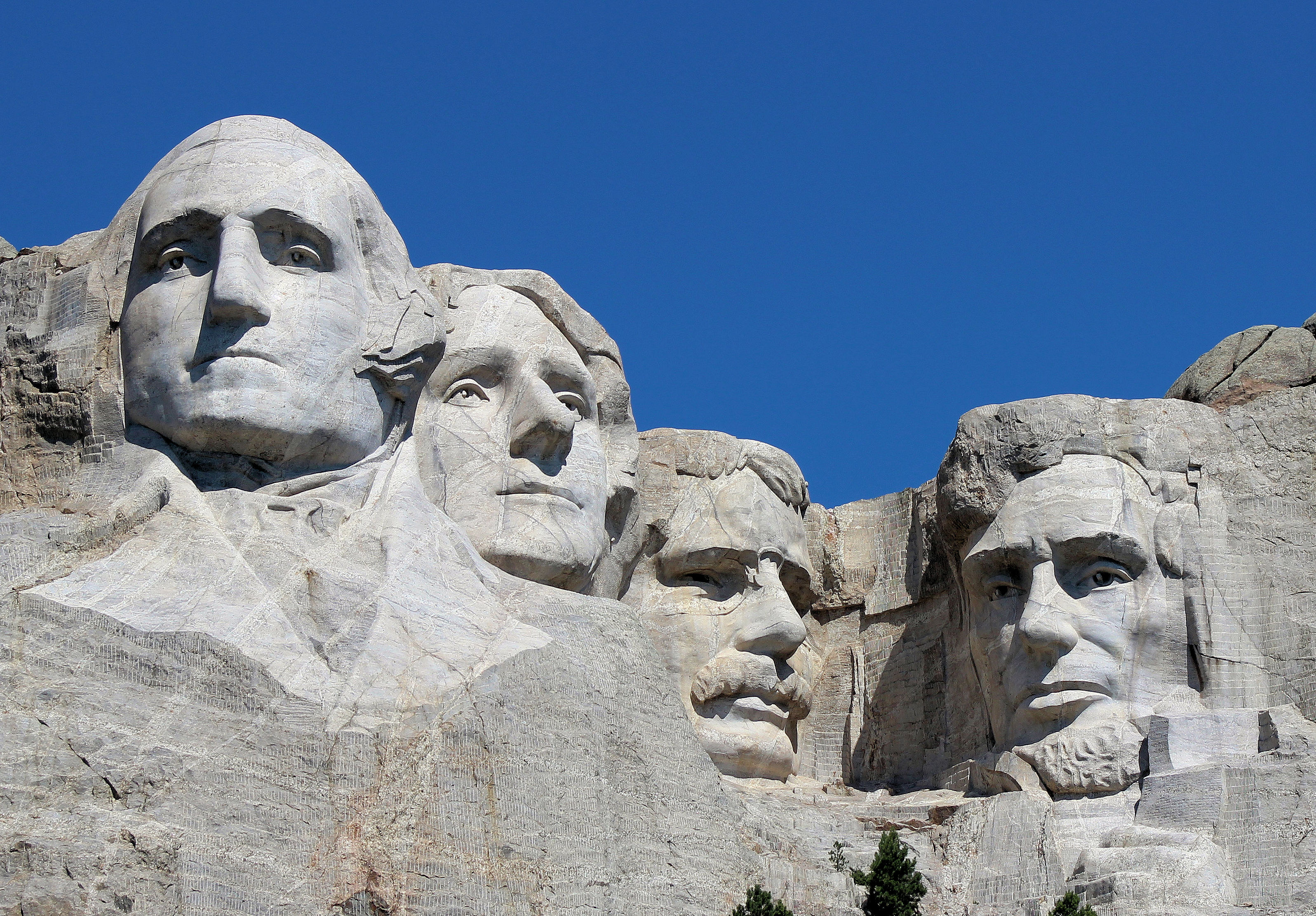
ジャケットのモデルになったラシュモア山の彫刻

ジャケットの絵は、アメリカ合衆国のサウスダコタ州キーストーンにある、4人の歴代大統領が彫られたラシュモア山の彫刻のパロディである。左からギラン、ブラックモア、ロード、グローヴァー、ペイスの順に描かれている。

## 反響と影響
イギリスでの反響は大きく、精力的なツアー活動と相まってハードロック・バンドとしての彼等の存在感を確かなものにした。同時にプロモーション用として発売されたシングル盤「ブラック・ナイト」の大ヒットがさらに追い討ちをかけ、ヒットチャートで最高4位を記録し長く上位にとどまった。しかしアメリカではプロモーションやツアー活動のタイミングの悪さも重なり、最高143位に終わった。
｢スピード・キング｣は後年、日産・スカイラインGT-R(R33型)、スズキ・アルト ターボRSのCMに使用された。

## 収録曲
1. スピード・キング - "Speed King" - 4:18 / 5:51 (CD)[注釈 8]
2. ブラッド・サッカー - "Bloodsucker" - 4:12
3. チャイルド・イン・タイム - "Child in Time" - 10:15
4. フライト・オヴ・ザ・ラット - "Flight of the Rat" - 7:52
5. イン・トゥ・ザ・ファイア - "Into the Fire" - 3:29
6. リヴィング・レック - "Living Wreck" - 4:30
7. ハード・ラヴィン・マン - "Hard Lovin Man" - 7:10

### アニヴァーサリー・エディション
発売25周年記念盤。オリジナルの版権を所持しているEMIから1995年に発売された。24ページの英文ブックレットが添付され、初回生産分はケースにメンバー5人のサインがプリントされている。日本盤では、本作の解説、メンバー・チェンジの経緯、歌詞の対訳などが記載された30ページの日本語解説書が添付された。
1. スピード・キング - "Speed King" - 5:49
2. ブラッド・サッカー - "Bloodsucker" - 4:10
3. チャイルド・イン・タイム - "Child in Time" - 10:14
4. フライト・オヴ・ザ・ラット - "Flight of the Rat" - 7:51
5. イン・トゥ・ザ・ファイア - "Into the Fire" - 3:28
6. リヴィング・レック - "Living Wreck" - 4:27
7. ハード・ラヴィン・マン - "Hard Lovin Man" - 6:38
8. ブラック・ナイト (オリジナル・シングル・ヴァージョン) - "Black Night" (Original Single Version) - 3:28
9. スタジオ・チャット (1) - Studio chat (1) - 0:33
10. スピード・キング (ピアノ・ヴァージョン) - "Speed King" (Piano Version) - 4:14
11. スタジオ・チャット (2) - Studio chat (2) - 0:25
12. クライ・フリー (ロジャー・グローヴァー・リミックス) - "Cry Free" (Roger Glover Remix) - 3:20
13. スタジオ・チャット (3) - Studio chat (3) - 0:05
14. ジャム・スチュー (アンリリースド・インストゥルメンタル) - "Jam Stew" (Unreleased Instrumental) - 2:30
15. スタジオ・チャット (4) - Studio chat (4) - 0:40
16. フライト・オヴ・ザ・ラット (ロジャー・グローヴァー・リミックス) - "Flight of the Rat" (Roger Glover Remix) - 7:53
17. スタジオ・チャット (5) - Studio chat (5) - 0:31
18. スピード・キング (ロジャー・グローヴァー・リミックス) - "Speed King" (Roger Glover Remix) - 5:52
19. スタジオ・チャット (6) - Studio chat (6) - 0:23
20. ブラック・ナイト (アンエディテッド・ロジャー・グローヴァー・リミックス) - "Black Night" (Unedited Roger Glover Remix) - 4:47

- 1～8. ピーター・ミューによるリマスタリング (アビーロード・スタジオ)。
- 9～20. ロジャー・グローヴァーによるオリジナルの8トラック・テープからのミックス。

## メンバー
- リッチー・ブラックモア　-　ギター
- イアン・ギラン　-　ボーカル
- ロジャー・グローヴァー　-　ベース
- ジョン・ロード　-　キーボード
- イアン・ペイス　-　ドラムス